# Font del Torrent de Can Blanc
La Font del Torrent de Can Blanc és una font situada a Òrrius, al Parc de la Serralada Litoral, a tocar del torrent de Can Blanc del qual rep el nom.

## Descripció
És ubicada a Òrrius: des del coll de Gironella (Sanatori de la Mútua Metal·lúrgica, Cabrils) seguim 1 km per la pista que, en direcció NO, duu a Òrrius. Cerquem a l'esquerra dos camins que surten d'un revolt i que passen de seguida per sota una línia d'alta tensió. A Can Blanc, baixem 100 metres. Prenem el que va en direcció sud i el seguim fins a arribar al torrent, on tenim la font a l'esquerra. Coordenades: x=446875 y=4599743 z=393.
Presenta una sòlida pica de pedra, a ran de terra, que recull l'aigua que s'esmuny entre les parets d'un muret que hi ha darrere el broc. La densa vegetació que l'envolta no permet esbrinar què hi ha més enllà d'aquest muret. Complementa el conjunt un senzill però còmode banc de pedra que convida a seure una estona i gaudir d'aquest racó silenciós.

## Història
Havia estat una font molt utilitzada pels que transitaven pel camí de Can Blanc. Es tracta d'una mina amb poc atractiu, de galeria curta, dimensions reduïdes i sense porta a la boca. L'aigua rajava per una canonada que encara es pot veure dins del portal i ran de terra.